# 李家镇 (安岳县)
李家镇，是中华人民共和国四川省资阳市安岳县下辖的一个乡镇级行政单位。2019年12月，撤销高屋乡和和平乡，将其所属行政区域划归李家镇管辖。

## 行政区划
李家镇下辖以下地区：
团结社区、汪家坝社区、倒流村、嘉庆村、刘河村、东风村、先锋村、中沟村、干坝村、八一村、石柱村、双石村、磨滩村、关上村、古福村、燕窝村、水竹村、龙石村和千工村。